# Prolepsis costaricensis
Prolepsis costaricensis là một loài ruồi trong họ Asilidae. Prolepsis costaricensis được Lamas miêu tả năm 1973. Loài này phân bố ở vùng Tân nhiệt đới.